# 신의 상서 고분군
신의 상서 고분군은 전라남도 신안군 신의면 상태서리에 있다. 2000년 1월 31일 신안군의 향토유적 제4호로 지정되었다.

## 개요
상태서리 소장동마을 뒤편의 안산 남쪽 사면에 자리하고있으며, 축조집단은 6~7세기 백제와 긴밀한 관계에 있는 집단으로 추정된다.